# Battaglia di Flessinga
La battaglia di Flessinga fu uno scontro navale combattuto nelle acque della città di Flessinga (attuali Paesi Bassi) il 17 aprile 1573, nell'ambito della guerra degli ottant'anni. Nella battaglia si scontrarono una flotta spagnola comandata da Sancho Dávila y Daza, e una olandese con a capo Lieven Keersmaker, sindaco di Zierikzee.

## La battaglia
I ribelli nei Paesi Bassi spagnoli avevano conquistato Brielle e Flessinga nell'aprile del 1572 per poi procedere con altre città in Olanda ed in Zelanda così da dominare la costa fiamminga. Gli spagnoli definivano gli olandesi in rivolta come Mendigos del Mar (mendicanti del mare).
La flotta olandese inizialmente lasciò Flessinga, ma vi tornò quando la flotta spagnola venne aggredita dai cannoni della città. Cinque navi spagnole vennero catturate nello scontro, mentre il resto delle navi riuscì a raggiungere le città ed i porti sicuri di Middelburg e Arnemuiden.